# Кухар Галина Владиславівна
Галина Владиславівна Кухар (до шлюбу Гржибовська; 12 липня 1951, Москва) — українська тренерка з фігурного катання. Раніше радянська фігуристка, що виступала в одиночному розряді. Чемпіонка СРСР 1968 року. Майстер спорту СРСР. Заслужена артистка Української РСР.

## Кар'єра
Галина Гржибовська і Олена Щеглова були першими радянськими фігуристками-одиночками, які брали участь в Олімпійських іграх. Це сталося на Іграх 1968 року в Греноблі.
Починала займатися фігурним катанням у Світлани Мозер, потім працювала з Тетяною Толмачовою та Станіславом Жуком. З Жуком спрацюватися не змогла через авторитарний стиль його керівництва і, пішовши з групи, завершила кар'єру.
Після закінчення любительської кар'єри протягом 23 років була солісткою Українського художньо-спортивного ансамблю «Балет на льоду» (Київ).
Виконала головну роль у художньому фільмі «Запрошення до танцю» (кіностудія імені О. Довженка, 1977 рік, режисер — Володимир Савельєв). Авторка книги «І лід, і сльози, і любов…» (1999 рік) .
В даний час працює тренеркою з фігурного катання в Києві. Тренувала Альону Савченко (успішно виступає за Німеччину, вона — п'ятиразова чемпіонка світу в парному катанні), Дмитра Дмитренка (чемпіон Європи 1993 року), Тетяну Волосожар і Станіслава Морозова, Антона Ковалевського.
Продовжує тренувати українських фігуристів — серед них Гайструк Валерія.

## Спортивні досягнення
| Змагання / Сезон        | 1965—1966 | 1966—1967 | 1967—1968 | 1968—1969 |
| ----------------------- | --------- | --------- | --------- | --------- |
| Зимові Олімпійські ігри |           |           | 16        |           |
| Чемпіонати світу        |           |           |           | 14        |
| Чемпіонати Європи       |           |           | 12        | 14        |
| Чемпіонати СРСР         | 2         |           | 1         | 2         |